# Silvia Costaová
Silvia Costa Acosta-Martínez (* 4. května 1964 La Palma, Pinar del Río) je bývalá kubánská atletka, jejíž specializací byl skok do výšky.

## Kariéra
V roce 1979 získala zlatou medaili na Mistrovství Střední Ameriky a Karibiku v mexickém Guadalajaru. Zlato vybojovala také na následujícím šampionátu v Santo Domingo v roce 1981, kde zvítězila výkonem 185 cm, v roce 1985 v Nassau na Bahamách a v roce 1989 v portorickém San Juan. Prvních úspěchů v mezinárodní konkurenci dosáhla v roce 1983, kdy získala stříbrnou medaili na světové letní univerziádě v kanadském Edmontonu a obsadila 10. místo na prvním MS v atletice v Helsinkách.
19. ledna 1985 vybojovala společně s Polkou Danutou Bułkowskou a Kanaďankou Debbie Brillovou bronzovou medaili na světových halových hrách (předchůdce halového MS v atletice) v Paříži. Všechny tři výškařky měly stejný technický zápis a bronz získaly za překonanou výšku 190 cm. Dvoumetrovou hranici poprvé v kariéře překonala 13. července 1985 na závodě Meeting Areva v Paříži. 3. září 1985 v japonském Kóbe si vylepšila osobní maximum na 201 cm a tímto výsledkem vybojovala titul univerzitní mistryně světa. Její výkon dodnes patří k rekordům letní univerziády. Těsně pod stupni vítězů, na 4. místě skončila na druhém ročníku MS v atletice 1987 v Římě.
V letech 1988 – 1992 sbírala úspěchy především na šampionátech Střední Ameriky a Karibiku. V roce 1992 poprvé v kariéře reprezentovala na Letních olympijských hrách, které se konaly v Barceloně. V šestnáctičlenném finále nakonec obsadila výkonem 194 cm 6. místo. Na halovém MS 1993 v Torontu skončila na děleném 7. místě (194 cm). Jejím největším úspěchem je zisk stříbrné medaile na MS v atletice 1993 ve Stuttgartu, kde překonala 197 cm. Mistryní světa se tehdy stala její krajanka Ioamnet Quinterová, která zdolala 199 cm a bronz vybojovala Sigrid Kirchmannová z Rakouska. Zúčastnila se také světového šampionátu v Göteborgu v roce 1995, kde se ji nepodařilo postoupit z kvalifikace. Mezi její úspěchy patří také tři stříbrné medaile z Panamerických her (Caracas 1983, Indianapolis 1987, Mar del Plata 1995). Atletickou kariéru ukončila v roce 1996.

### Žebříčky
V letech 1984, 1985, 1987 a 1993 ji patřilo ve světových tabulkách nejlepších výkonů 6. místo, v roce 1988 3. místo a roku 1994 2. místo, když výše v sezóně skočila jen původem Němka, později Slovinka Britta Bilačová. Dne 9. září 1989 na mítinku v Barceloně si vylepšila hodnotu osobního rekordu na 204 cm. Tento její výkon byl v roce 1989 nejlepším v její disciplíně.

### Osobní rekordy
Dvoumetrovou hranici a vyšší zdolala celkově devětkrát.
- hala – 194 cm – 13. března 1993, Toronto
- venku – 204 cm – 9. září 1989, Barcelona